# Club Patín Alcalá
El Club Patín Alcalá Hockey, o simplemente CP Alcalá, es un club de hockey sobre patines de la ciudad de Alcalá de Henares. Fue fundado en el año 1978 y actualmente milita en la OK Liga Femenina (primera categoría del hockey patines español) y su sección masculina en Primera Autonómica.

## Historia
En 1976, se creó en la ciudad de Alcalá de Henares el Polideportivo Val, dando lugar, al origen de la escuela de Hockey Patín. Un equipo de división de honor de FENSA de Madrid, se traslada a estas dependencias para iniciar sus primeros pasos.
Dos años más tarde, en 1978, se consolida federativamente el primer equipo en categoría Infantil, bajo el nombre de Club Patín Alcalá. Posteriormente, en 1981 con más de 100 niños federados, se constituye el primer estatuto oficial como asociación deportiva, teniendo como presidente del club Carlos Valenzuela Lillo, al alcalde de la ciudad de aquella época. En febrero de 2021, tras la reorganización de la competición y pasa al formato habitual en el hockey sobre patines, la RFEP da la posibilidad al Club Patín Alcalá de participar el la segunda categoría del hockey femenino español.

### 2023. Época Dorada
Tras competir el equipo femenino en su primer año en la 2.º categoría nacional, acabó la temporada 2022-23 como 4.º clasificado. haciendo un debut en la categoría muy meritoria.
En la temporada 2023-24 tras reforzarse con jugadores importantes como Julieta Rouco en la portería, tras la baja de Leyre López a Club Patín Esneca Fraga, se proclamaron campeonas de la Copa de SAR Princesa tras ganar el penaltis al equipo gallego HC Raxoi, así como, proclamándose también campeonas de la OK Liga Plata femenina haciendo un doblete por primera vez en su historia.

## Palmarés
Nota: en negrita competiciones vigentes en la actualidad. Indicado el récord del torneo 

### Masculino
- Subcampeón Copa de la Comunidad de Madrid:

### Torneos internacionales
| Competición  | Títulos | Subcampeonatos |
| ------------ | ------- | -------------- |
| Copa Ibérica | -.      | -.             |

### Torneos nacionales (2)
| Competición                | Títulos  | Subcampeonatos |
| -------------------------- | -------- | -------------- |
| OK Liga Femenina           | -.       | -.             |
| Copa de la Reina           | -.       | -.             |
| Supercopa de España        | -.       | -.             |
| OK Liga Plata Femenina (1) | 2023-24. | -.             |
| Copa SAR la Princesa (1)   | 2024.    | -.             |